# ロールス・ロイス/スネクマ オリンパス 593
ロールス・ロイス/スネクマ オリンパス 593 は超音速旅客機コンコルド向けのアフターバーナー付きターボジェットエンジンである。当初はブリストル・シドレー エンジンズ リミテッド (BSEL) とスネクマの共同計画によるブリストル・シドレーオリンパス22R エンジンだった。 1966年にロールス・ロイス リミテッドがBSELを買収したことでエンジンの開発はロールスロイスのブリストルエンジン部門のBSELが担当した。
オリンパス593を搭載したコンコルドは定期運行終了までアフターバーナーを備えた唯一のジェット旅客機だった。
エンジンの全体的な熱効率は巡航時に他の熱力学機械よりも高いおよそ43%だった。

## 開発
エンジンの初期の設計はオリンパス22Rの民間機版である591として再設計された。 22RはBAC TSR-2のエンジンとしてマッハ2.2での飛行時に(45分間)持続するために設計された。
591は593として知られるエンジンに再設計され、1964年1月1日に仕様が出来た。 イギリスのブリストル・シドレーとフランスのスネクマが計画を分担した。スネクマとブリストル・シドレーはかつて実用化には至らなかったが、同様にM45H ターボファンの共同計画を実行した。
初期の開発段階で基本的な概念が展開されたが、仕様を満たすためには燃料消費率(SFC)、エンジン圧縮比、重量/寸法、タービン入り口温度を含む多くの調査が必要だった。
初期の調査はターボジェットとターボファンが検討されたが、ターボジェットの前面投影面積の小ささが大幅な性能の向上にクリティカルな要素であることが示された。競合するロシアのTu-144では当初アフターバーナーを備えたターボファンを使用したが、性能を向上することが出来そうなアフターバーナーの無いターボジェットに転換した。

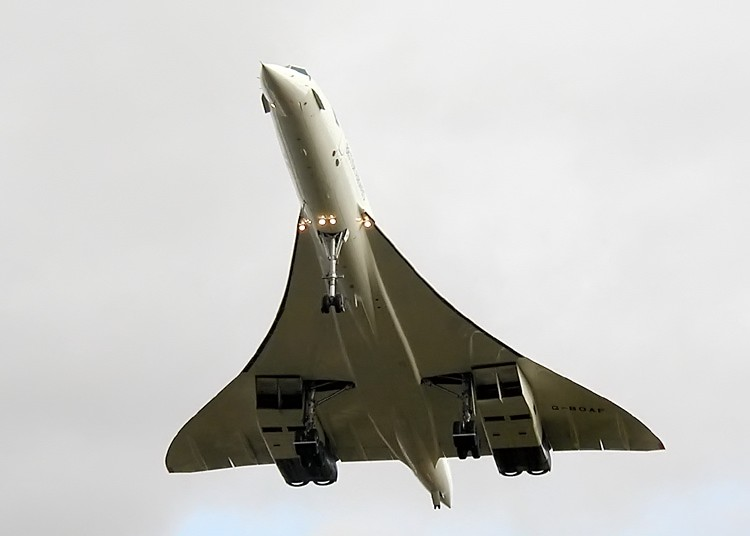
イングランドのブリストルに最終着陸するオリンパスを動力とするコンコルド 216 (G-BOAF)

エンジンと補機類の開発はブリストル・シドレーが分担し、スネクマは可変エアインテーク、排気ノズル、逆噴射装置、騒音低減とアフターバーナーを担当した。イギリスはオリンパス593の量産を主に担当し、フランスは胴体の生産を主に担当した。
設計段階で航空機の重量が増えた事により、エンジンの離陸時に必要な推力が足りなくなった。SNECMAによって生産された部分的アフターバーナーの導入により必要とされるピーク時推力を20%増やした。
オリンパス593Bは1965年11月に初めて運転された。B型は初期のより小型のコンコルドの設計用に計画された593Dの再設計された仕様である。593Dの試験結果がB型の設計に使用された。 Bは後に識別名称から除かれた。スネクマはオリンパス 301をノズルシステムの試験用縮小モデルに使用した。
1966年6月、オリンパス593エンジンは完成し、可変エアインテークは、フランスのイル＝ド＝フランス地域圏のMelun-Villarocheにて初めて運転された。ブリストルでの飛行試験は空軍のアブロ・ヴァルカン爆撃機を使用してエンジンとナセルを爆弾槽に搭載した状態で開始された。ヴァルカンの空気力学的な限界により試験はマッハ 0.98 (1,200 km/h)に制限された。これらの試験中、593はエンジンの仕様を超える推力 35,190 lbf (157 kN)に達した。
1966年初頭、オリンパス593はアフターバーナー使用時に推力37,000 lb を生み出した。
1967年4月、オリンパス593はフランスのイル＝ド＝フランス地域圏のサクレーで初めて高高度環境試験装置内で最初の運転を実施した。1968年1月ヴァルカン飛行試験機は100時間の飛行時間に達してオリンパス593エンジン用の可変式寸法排気部はコンコルド試作機のMelun-Villarocheでの飛行で合格した。
コンコルド001試作機は1969年3月2日にトゥールーズで初飛行した。機長はシュド・アヴィシオンのAndré Turcatだった。離陸時にアフターバーナーを使用して205 knots (380 km/h)で4,700 feet (1.4 km)の滑走後に離陸した。
67基のオリンパス593エンジンが製造された。
より静粛で高推力のMk 622が提案された。アフターバーナーは不要で低速の噴射は排気からの騒音を低減した。 改良された効率は航続距離を延長してアメリカ大陸横断と同様に部分的な太平洋横断の新しい路線の開設を企図した。しかしながら、コンコルドの販売数が少数に留まった事でコンコルド'B'の計画は実現しなかった。

## 量産 システム 設計

### エンジン
オリンパス593はアフターバーナーを備えた2軸式だった。低圧と高圧圧縮機は両方7段でそれぞれ単段のタービンで駆動された。圧縮機のドラムとブレードは高圧部の後方の4段以外はチタン製だった。 ニッケル合金は通常、高温にさらされるタービン部分にのみ必要とされるが超音速飛行時に圧縮機の後部の段は高温に曝されるので圧縮機にも同様に使用された。高圧タービンの回転翼は冷却された。
離陸時に必要な推力を確保する目的で部分的なアフターバーナー(推力が20%増加) が備えられた。同様にマッハ1以下からマッハ1.7までの遷音速加速時にも使用する。;この速度以上での超音速巡航エンジンは巡航時の推力は完全な推進システムからの推力の8%の推力を貢献する。

### 吸気口

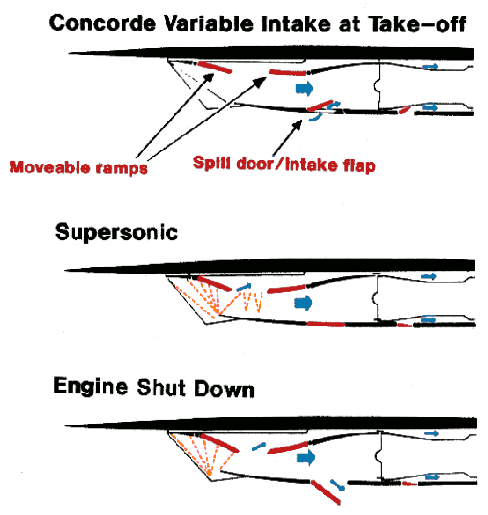
コンコルドの吸気装置の構造

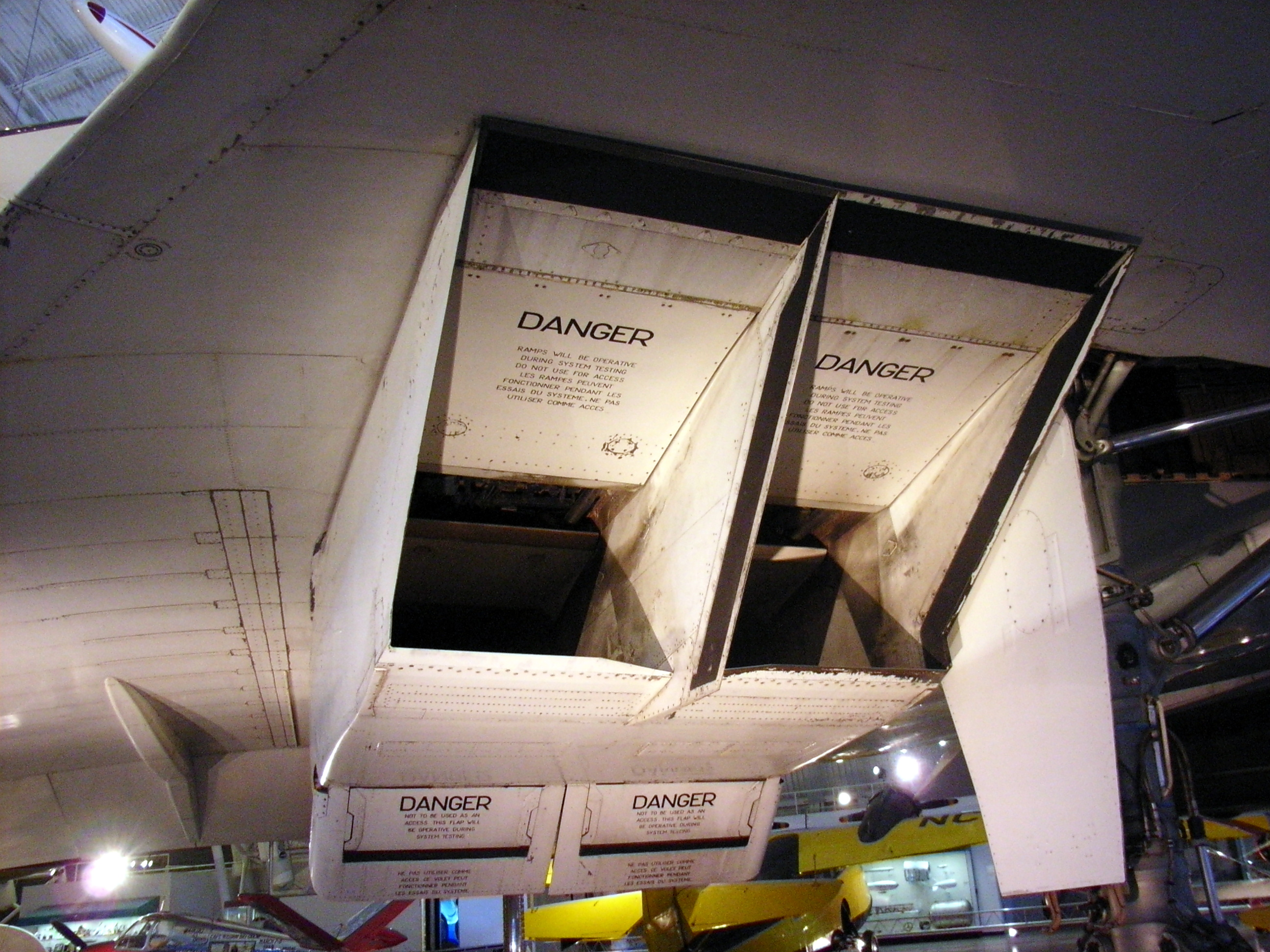
コンコルドの吸気口

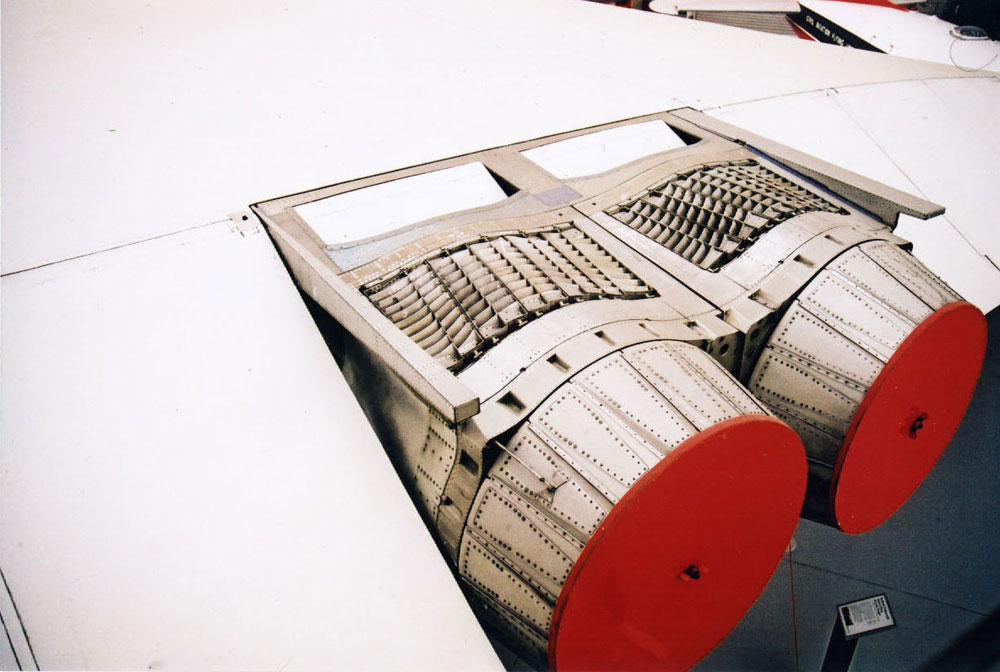
G-AXDN, Duxford, 逆推力装置の細部

コンコルドの可変エアインテークは出来る限り高圧でエンジンに空気を送る為で圧縮比の仲介により圧縮機による許容値の範囲内で機体の速度に応じて最適化された。
超音速圧力回収は複数の衝撃波が吸気口内で生成され遥かに大きい圧力の回収をもたらす。超音速の流れは圧縮または方向転換によって遅くなる。 コンコルドの吸気口の前部ランプは外部の超音速流による衝撃波が圧縮を助けるように変化した。TSR-2では胴体中央部に方向を変えるための半円錐形が備えられた。 巡航中のコンコルドの吸気口の亜音速圧力回収の圧縮比は7.3:1だった。
前部吸気扉で発達した境界層により衝撃波が上がる。境界層は吸気扉からの溝から抽気されて亜音速整流板でエンジンへ導かれる。 ランプの抽気溝は亜音速整流板と下流の衝撃システムが流れを緩和する。
排気ドアは巡航時には閉じられ、吸気口内の圧力回収のためにダクトから漏れた空気は貢献しない。
離陸時、吸気口面積は巡航のためにより多いエンジンの空気流量を必要とする。そのため、可変式吸気口は前面が開くようになっていた。
吸気口開閉部とスピル位置設定の制御に必要な精度を確保する為に吸気口の駆動にはデジタル制御が必要である事が判明した。これは計画の後期(~1972)に関連して開発されたが大西洋横断飛行に必要な燃費を確保した。デジタル制御装置は同様に必要なエンジンと機体の運転状況において確保すべきサージの余裕とエンジン速度の設定も高精度で計算した。
吸気制御装置が正常に作動して出力を維持するためにパイロットが関与しなくても同時に航空機と大気を組み合わせる独特の装置を備えた。
エンジンの高度51,000 ftでのマッハ2での巡航時の総圧縮比はおよそ82:1で吸気口で 7.3:1 と2基のエンジンの圧縮機で11.3:1である。 この高圧縮比での熱効率はおよそ43%である。

### 排気ノズル
可変式排気ノズルは飛行の段階に応じて開口度が変化する2個の"まぶた（Eyelid）"で構成される。例として完全に閉じているときは逆推力装置として機能し、着陸時の減速に使用された。
エンジンのノズルと共に巡航用の完全に開いた状態ではイジェクターノズルは排気の膨張を制御する。虹彩は開かれ吸気ランプの抽気の二次流が供給される。
膨張した流れは排気口から出て巡航時の全体の推進システムの推力の29%である。

## 派生型
- 593 - コンコルド用の原型機
  - 推力 : 20,000 lbf (89 kN) アフターバーナー未使用時 / 30,610 lbf (136 kN) アフターバーナー使用時
- 593-22R - 試作機に装備された動力。航空機の仕様変更に伴い、原型エンジンより高性能
  - 推力 : 34,650 lbf (154 kN) アフターバーナー未使用時 / 37,180 lbf (165 kN) アフターバーナー使用時
- 593-610-14-28 - 量産型コンコルドに装備された最終型
  - 推力 : 32,000 lbf (142 kN) アフターバーナー未使用時 / 38,050 lbf (169 kN) アフターバーナー使用時

## 展示されるエンジン
保存されたロールス・ロイス/スネクマ オリンパス 593は以下の航空博物館で展示される。:
- Brooklands博物館, Weybridge, イギリス
- フリートエア博物館, Somerset, イギリス
- ダックスフォード帝国戦争博物館, イギリス
- 王立空軍博物館, イギリス
- サイエンス・ミュージアム, イギリス
- イントレピッド海上航空宇宙博物館, ニューヨーク
- コンコルド博物館, メキシコ
- Yorkshire Air Museum, Elvington, イギリス
- ジンスハイム自動車・技術博物館, ドイツ
- National Museum of Flight Scotland, East Fortune, イギリス

これらの博物館に加えてオリンパス 593は他の施設にも展示されている。:
- テキサス州のオースティンエグゼキューティブ空港のHenriksen ジェットセンター
- イリノイ大学アーバナ・シャンペーン校のTalbot 研究所[17]

## 仕様 (オリンパス 593 Mk 610)

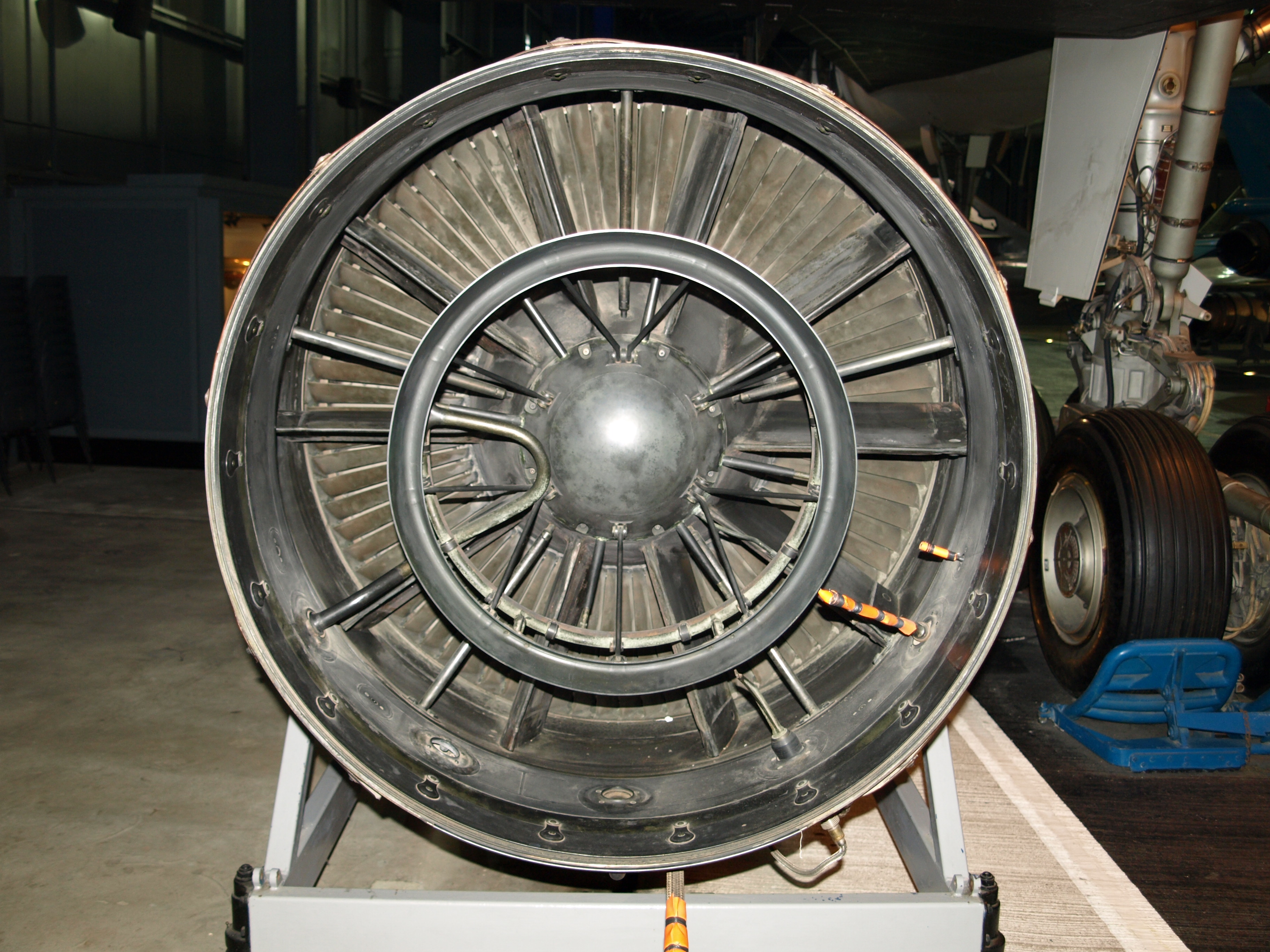
フリート航空博物館で展示されているオリンパス593

一般的特性
- 形式: ターボジェット
- 全長: 4.039 m (13 ft 3 in)
- 直径: 1.212 m (47.75 in)
- 乾燥重量: 3,175 kg (7,000 lb)

構成要素
- 圧縮機: 軸流式 低圧7段、高圧7段
- 燃焼器: ニッケル合金製アニュラ型燃焼室、16個の気化式燃焼器、それぞれ2個の噴き出し口
- タービン: 高圧単段、低圧単段
- 使用燃料: Jet A1

性能
- 推力: アフターバーナー使用時: 169.2 kN (38,050 lbf) アフターバーナー未使用時: 139.4 kN (31,350 lbf)
- 全圧縮比（英語版）: 15.5:1
- 空気流量: 186 kg/s (410 lb/秒)
- 燃料消費率: 1.195 lb/(lbf·h) (33.8 g/(kN·s)) 巡航時 /1.39 lb/(lbf·h) (39 g/(kN·s)) 海面高度
- 推力重量比: 5.4:1

出典: Jane's.